# Convento de los Mínimos (Alcantarilla)
El convento de los Mínimos o de San Francisco de Paula en el municipio de Alcantarilla (Región de Murcia, España), es un antiguo conjunto conventual del siglo XVIII. 

## Historia
Inició su construcción en el segundo cuarto del siglo XVIII en estilo barroco. La comunidad de mínimos, instalados en Alcantarilla desde 1704, trajo a maestros competentes de su orden, entre los que se encontraban fray Luis Montalvo Villaseñor, fray Juan Montalvo y fray Vicente Sevilla, y a esta época pertenece lo que persiste de la edificación barroca.
Hay que destacar la importancia que este convento ha tenido para la historia del municipio de Alcantarilla. En origen la fundación de los mínimos sirvió como hospicio y hospital para Alcantarilla y su comarca.
En el período comprendido entre 1721 a 1767, estuvo instalada en la iglesia la patrona de Alcantarilla, la Virgen de la Salud. Fue a raíz de las desamortizaciones que el convento pasa, en 1860, a manos privadas.

## Descripción
Del conjunto monacal restan la iglesia, de la que solamente permanece la fachada y parte del arranque de las torres a los lados, y constituye la parte más significativa de cuanto quedan, junto con el claustro, escalera y la dependencia que hace las veces de templo y tiene su entrada por la plaza de San Francisco.
La fachada de la iglesia, de ladrillo y zócalo de piedra, se estructura en tres calles por pilastras que no conservan su capitel y con ventanas laterales. La portada es de piedra y se ordena con pilastras que no conservan su capitel y con ventanas laterales. La portada es de piedra y se ordena con pilastras de orden compuesto y remate con fragmentos de frontón curvo, persistiendo un bloque central de piedra sin labrar sobre el vano de acceso, posiblemente pensado para acoger un relieve con el titular San Francisco de Paula o bien una representación mariana.
El claustro es cuadrado de tres plantas en donde alternan pilastras cajeadas y frontones curvos, triangulares y mixtos.